# Імператорська Римсько-католицька духовна академія у Санкт-Петербурзі
Імператорська Римсько-католицька духовна академія у Санкт-Петербурзі – вищий навчальний богословський заклад, що діяв в 1842-1918 роках.

## Заснування
1 липня 1833 року указом імператора Миколи І затверджується Статут Віленської Римсько-католицької Духовної Академії, призначення якої була підготовка духовних ієрархів Католицької Церкви. З 1842 року історія академії продовжується у Санкт-Петербурзі, коли 9 червня Міністр Внутрішніх Справ видає указ «Про заснування тимчасової Комісії для Римсько-католицької духовної Академії у Санкт-Петербурзі». Перенесення Віленської академії у Санкт-Петербург не було погоджено з Римом.

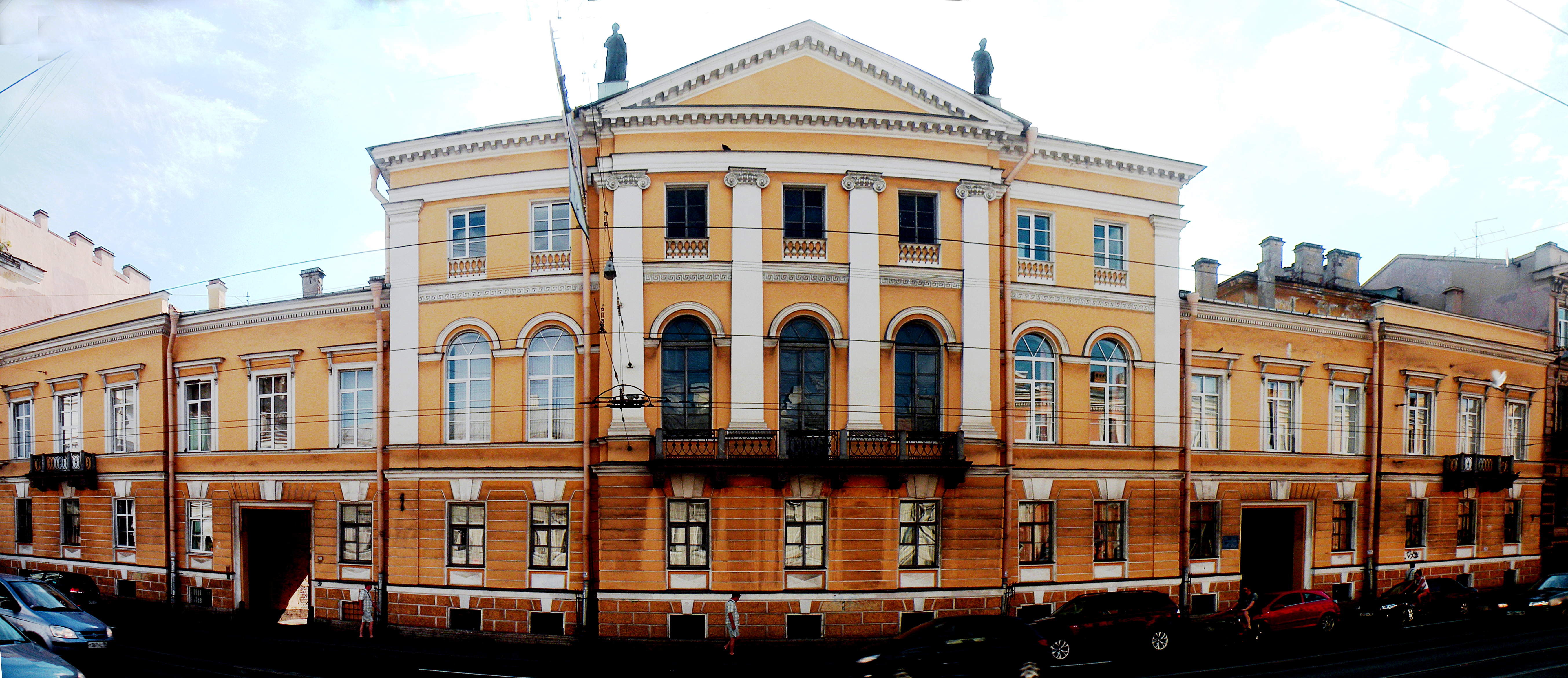
Petersburg German architects 03

## Структура
Після конкордату 1847 року між Російською імперією та Римським престолом статус академії був закріплений de jure, над нею був встановлений нагляд архієпископа Могильовського і змінена система адміністративного керівництва, яке здійснювало правління у складі ректора, чотирьох професорів (двох духовних і двох світських) і прокуратора, що мав право голосу у господарських питаннях. При правлінні діяла канцелярія, що забезпечувала відносини з Римською курією та єпархіальною владою. У канцелярії працювали державні службовці, у більшості – не католики.

## Навчання
У перші роки існування академія мала вузьку спеціалізацію: підготовка кандидатів на вищі духовні посади. Навчання тривало 4 роки. Почергово присуджувалися ступені студента, кандидата, магістра, доктора теології, доктора канонічного права. Подвійну ступінь отримували за значну роботу з теологічно-правової тематики та успішну здачу іспиту з 70 питань, що включали Святе Письмо, догматичну теологію, канонічне право та історію Церкви. 
В академії викладалися курси Святого Письма, біблейської археології, догматичного, морального і пастирського богослів'я, канонічного права, церковної історії, філософії, гомілетики, патрології, російської і латинської словесності, російської історії, грецької, єврейської, російської, французької і німецької мов. 
У 1888-1889 роках в академії навчалося 58 студентів.

## Ректори
Першим ректором був назначений колишній професор Київського інституту І. Головинський (1842-1855), який вважав метою академії навчання і виховання священників. Вибрана їм система виховання базувалася на повній ізоляції студентів. Ректор О. Бересневич (1860-1864) домігся для випускників продовження навчання за кордоном. Ректор Ф. Симон підтримував студентські наукові товариства, започаткував зустріч випускників, на яких обговорювались проблеми духовного виховання, народної освіти та літературного життя. Ці зустрічі були визнані незаконними, а ректор був засланий до Одеси. При ректорі Л. Жарновецькому (1901-1910) були відкриті нові кафедри, зокрема пастирського богослів'я та християнської соціології. Останній ректор, І. Радзішевський (1913-1918), відкрив кафедри догматичного богослів'я, канонічного права, цивільного права, теологічної  і правової енциклопедії.
Список ректорів:
- Ігнацій Головинський (1842-1855)
- Вінцентій Липський (1855-1857)
- Антоній Якубельський (1857-1860)
- Олександр Казимир Бересневич (1860-1864)
- Домінік Стасевич (1864-1876)
- Шимон Марцин Козловский (1877-1880)
- Антоній Францишек Аудзевич (1880-1884)
- Францишек Симон (1884-1897)
- Кароль Недзялковський (1897-1901)
- Лонгін Жарновецький (1901-1910)
- Олександр Каковський (1910-1913)
- Ідзі Радзішевський (1914-1918)

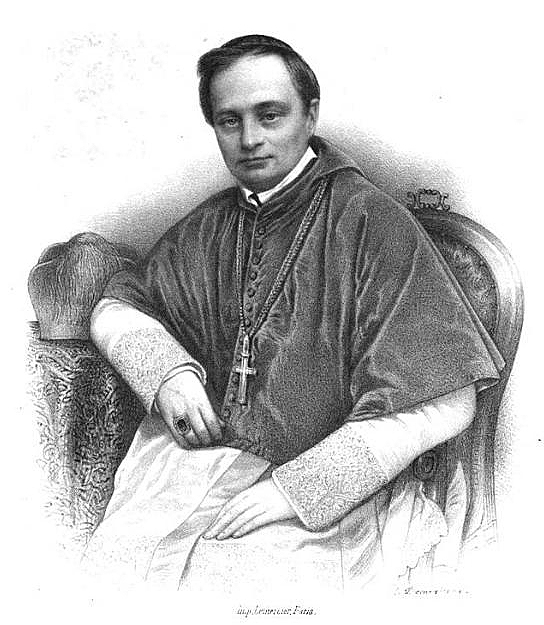
Ігнацій Головинський
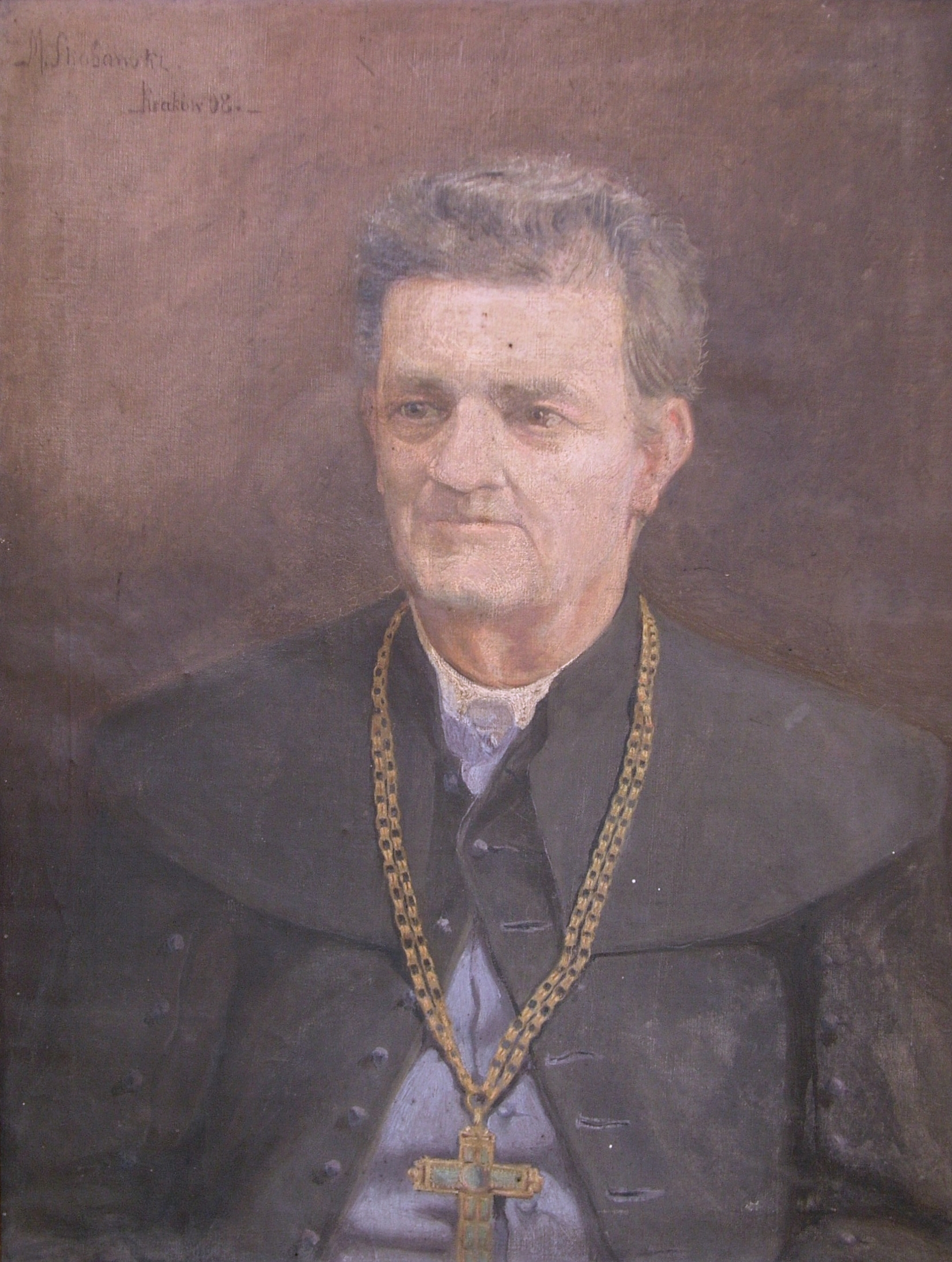
Олександр Бересневич
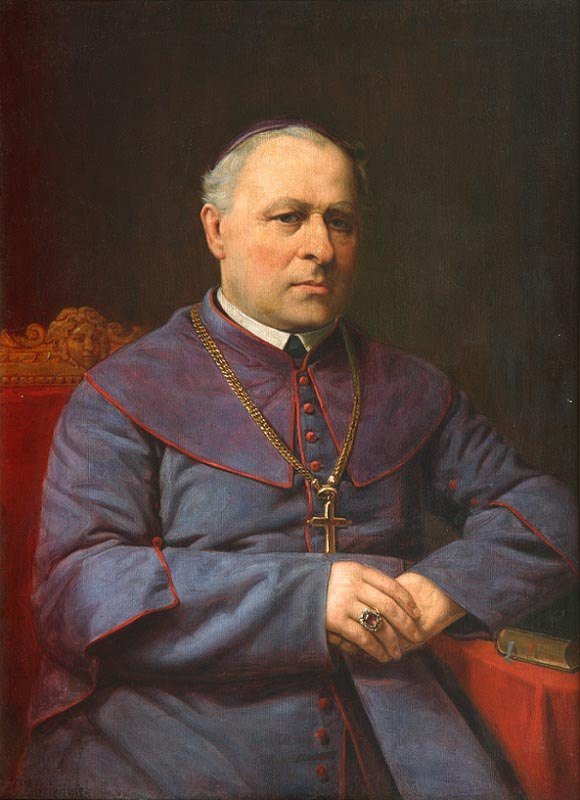
Шимон Козловський
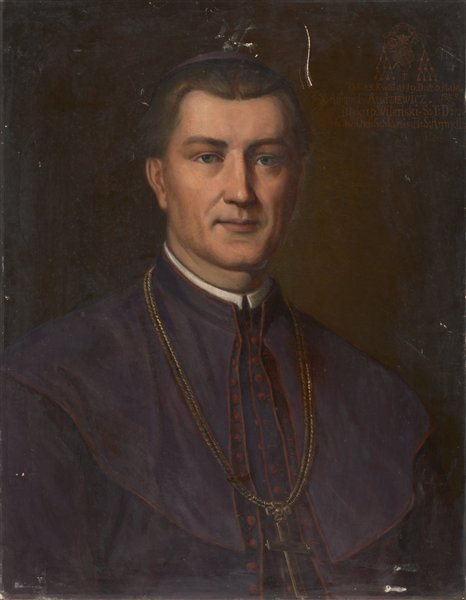
Антоній Аудзевич
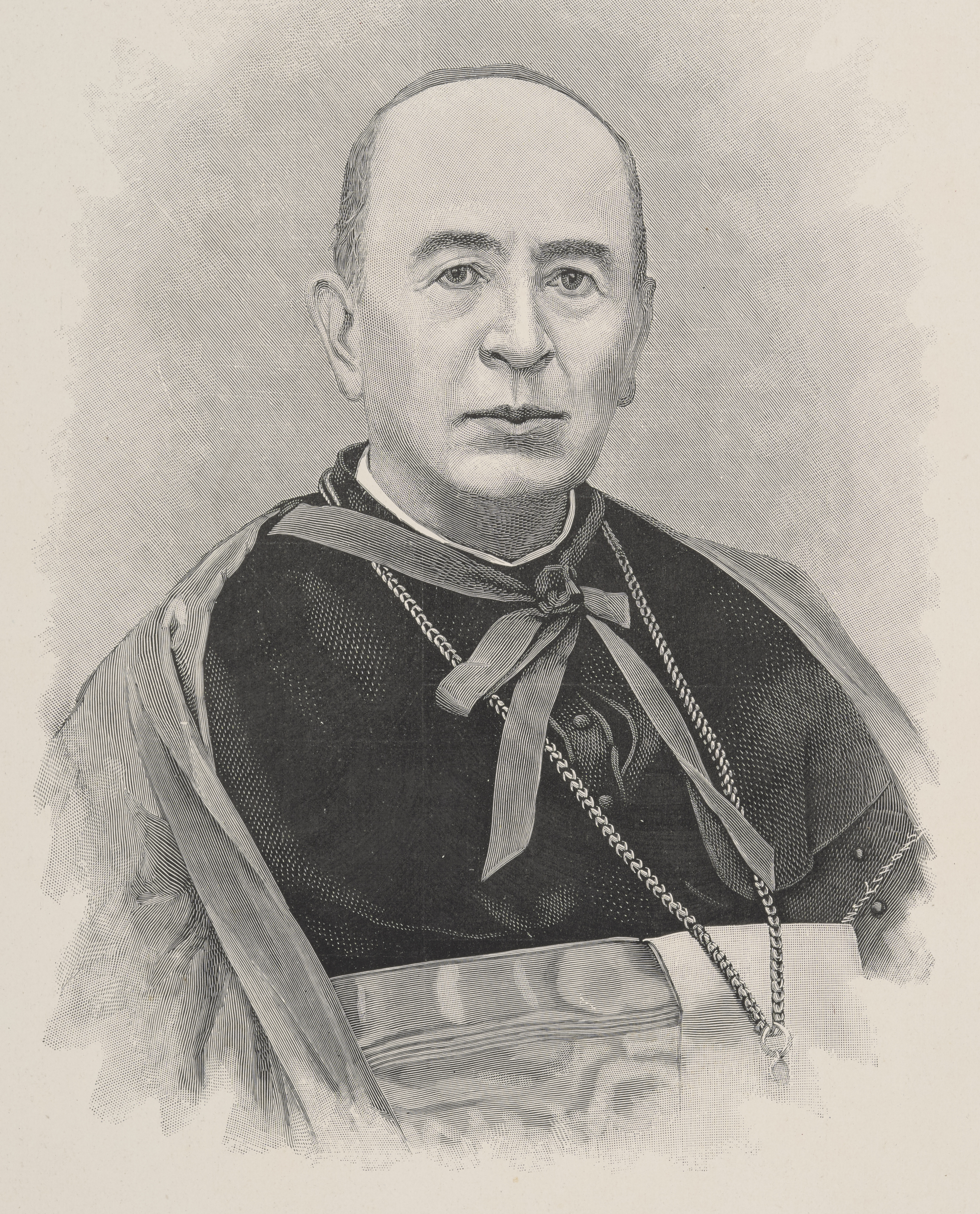
Кароль Недзялковський
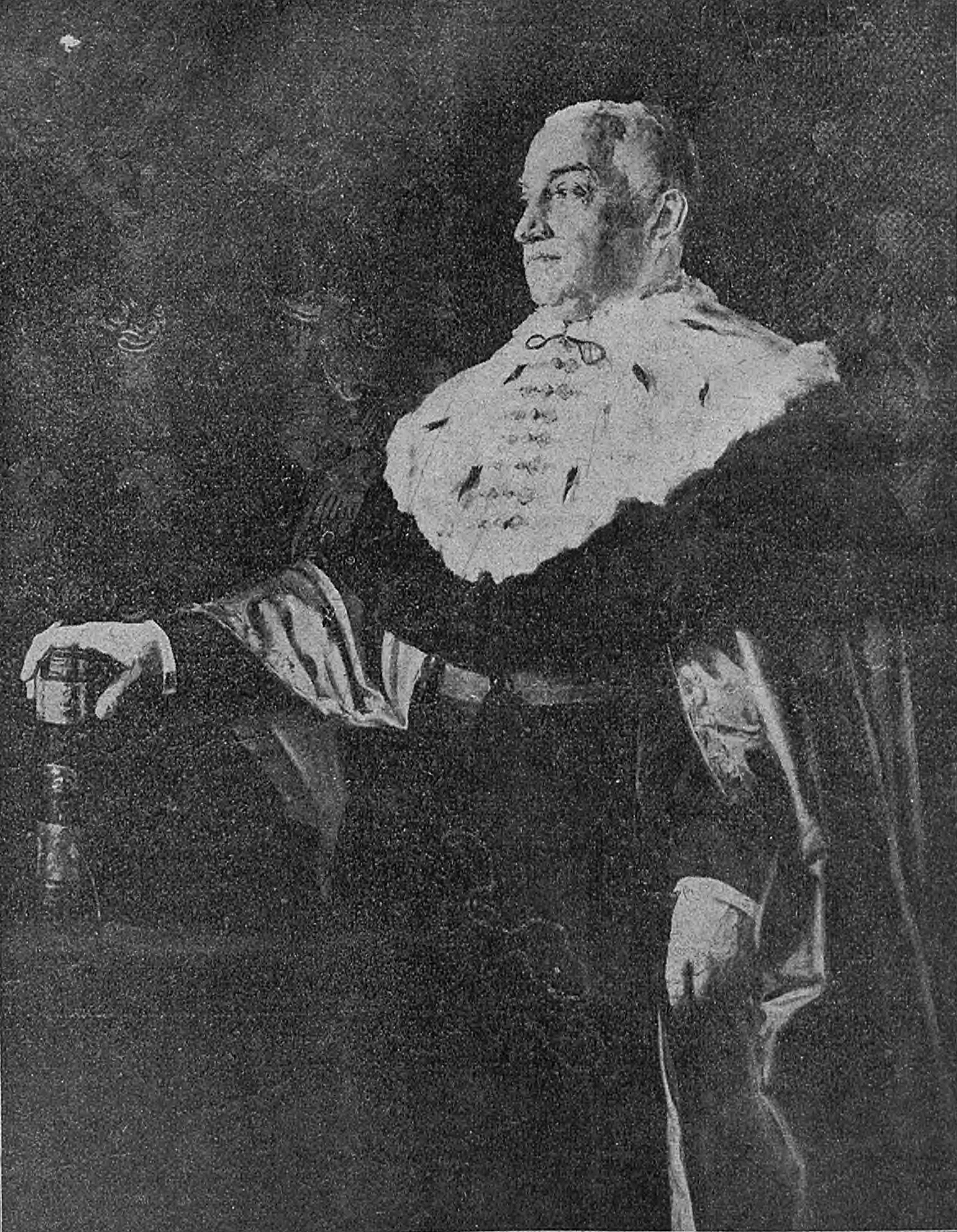
Лонгін Жарновецький
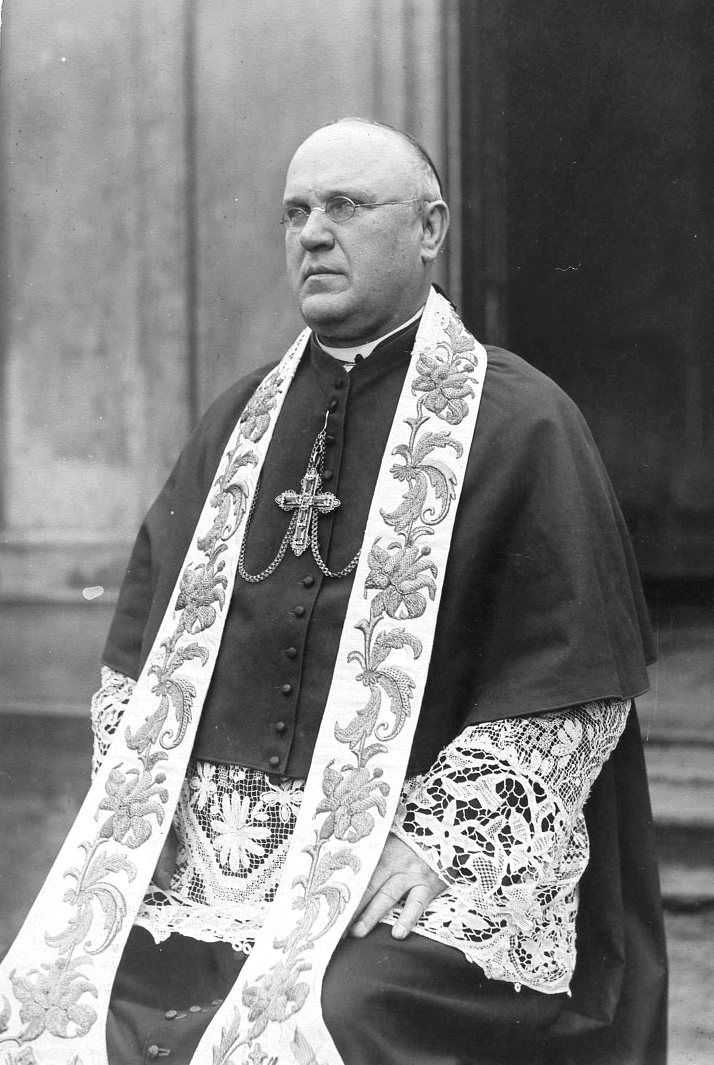
Олександр Каковський
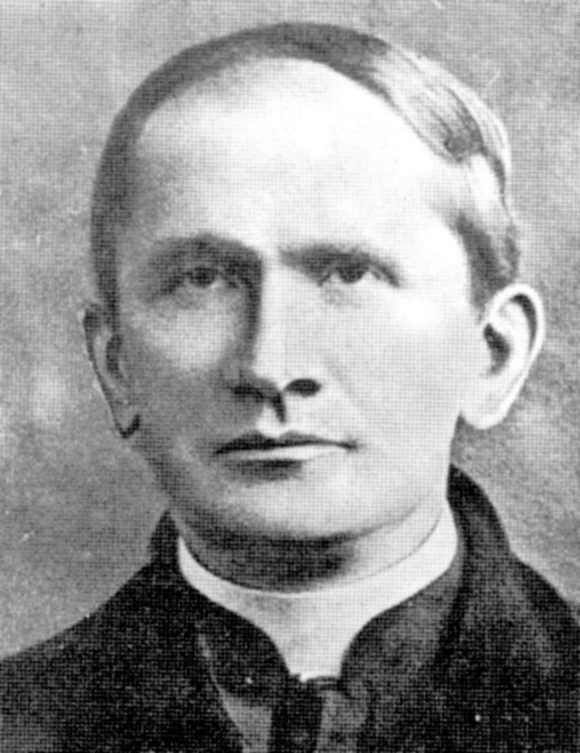
Ідзі Радзішевський

## Відомі випускники та викладачі
- Зигмунт Фелінський (1822-1895) – архієпископ Варшавський, католицький святий.
- Каспер Боровський (1802-1885) – луцько-житомирський і плоцький єпископ, професор, патролог.
- Леон Ветманський (1886-1941) – єпископ, блажений католицької церкви.
- Анджей Федукович (1875-1925) - настоятель римо-католицької кафедри у Житомирі, жертва сталінського терору.

## Завершення діяльності
Після встановлення радянської влади в 1918 році заняття в академії були завершені, частина студентів та викладачів перейшли до Католицького університету у Любліні, що існує і нині (Люблінський католицький університет Івана Павла II). 